# Universidad Baylor
La Universidad Baylor (Baylor University en idioma inglés) es una universidad privada bautista, ubicada en Waco, Texas (Estados Unidos de América). Su campus de 1000 acres (3 km²) se sitúa en los bancos del río Brazos. Es miembro de la Convención Bautista General de Texas (Convención Bautista del Sur).

## Historia
En 1841, la Asociación Bautista de la Unión adoptó un proyecto de creación universitaria siguiendo una idea del juez y pastor Robert Emmett Bledsoe Baylor, James Huckins y el pastor William Milton Tryon. Se aprobó la solicitud el 1 de febrero de 1845, creándose oficialmente la Universidad Baylor, denominada así en homenaje a Robert Emmett Bledsoe Baylor, juez, congresista y soldado de Alabama que fue uno de los impulsores de la institución.

## Membresías
Es miembro de la Convención Bautista General de Texas (Convención Bautista del Sur) y de la Asociación Internacional de Colegios y Universidades Bautistas.

## Programas
Tiene 11 facultades y escuelas:
- Facultad de Artes y Ciencias
- Escuela de Negocios Hankamer
- Facultad de Honores
- Escuela de Educación
- Escuela de Ingeniería y Ciencias de la Computación
- Escuela de Estudios Generales
- Escuela de Postgrado
- Escuela de Derecho
- Escuela de Enfermería Louise Herrington
- Escuela de Música
- Escuela de Trabajo Social

## Deportes
Baylor compite en la Big 12 Conference de la División I de la NCAA.

## Campus

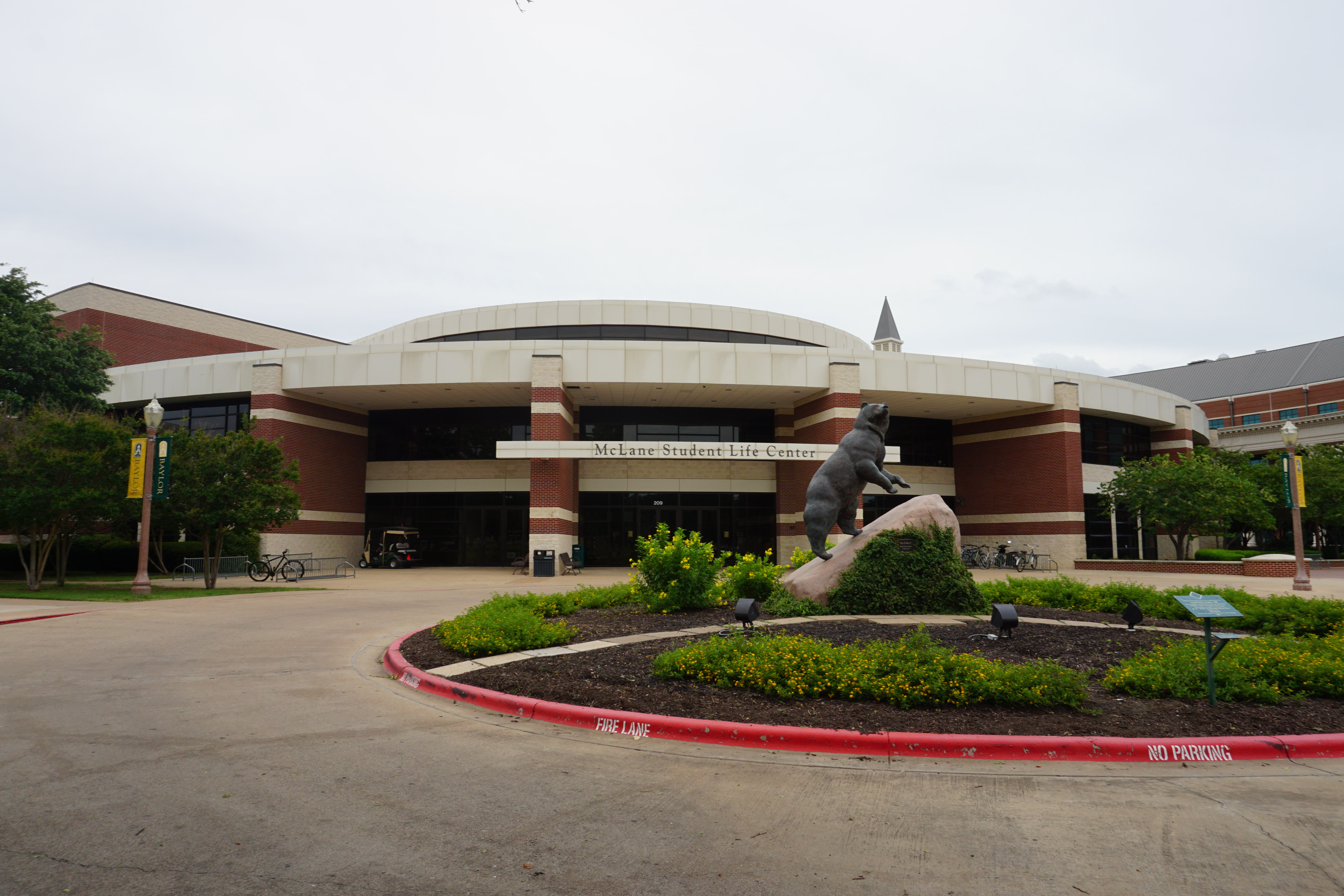
McLane Student Life Center
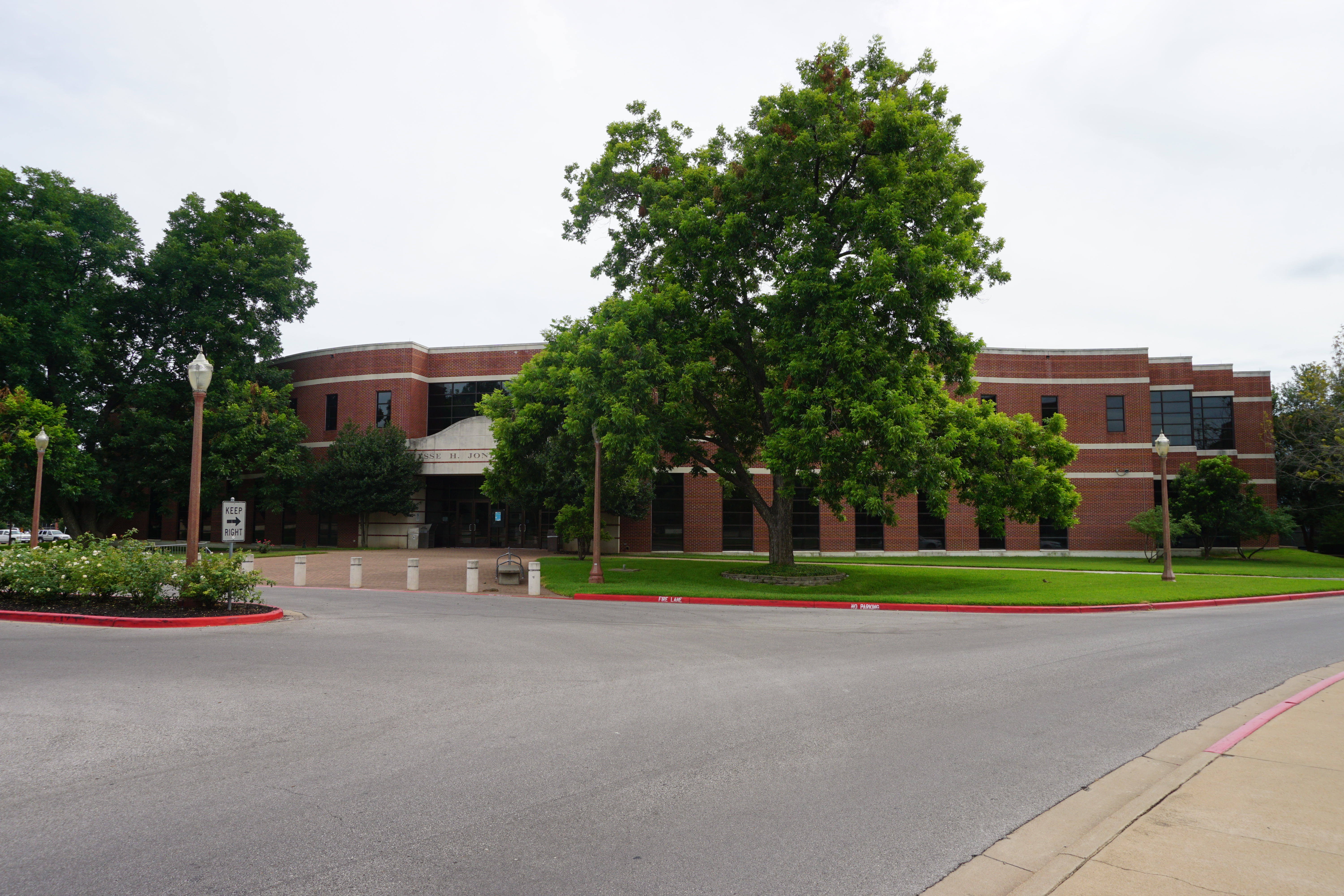
Jesse H. Jones Library
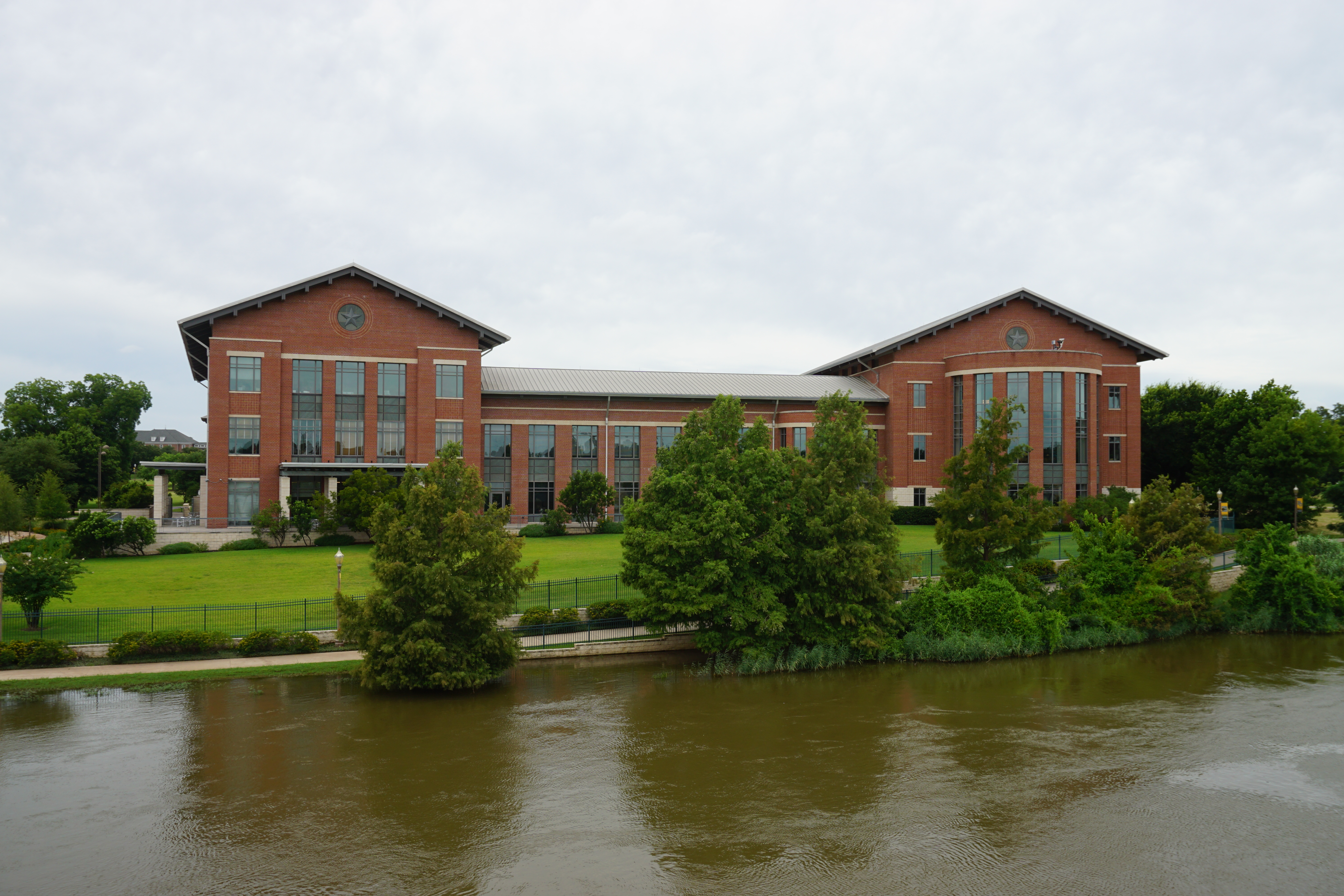
Sheila and Walter Umphrey Law Center
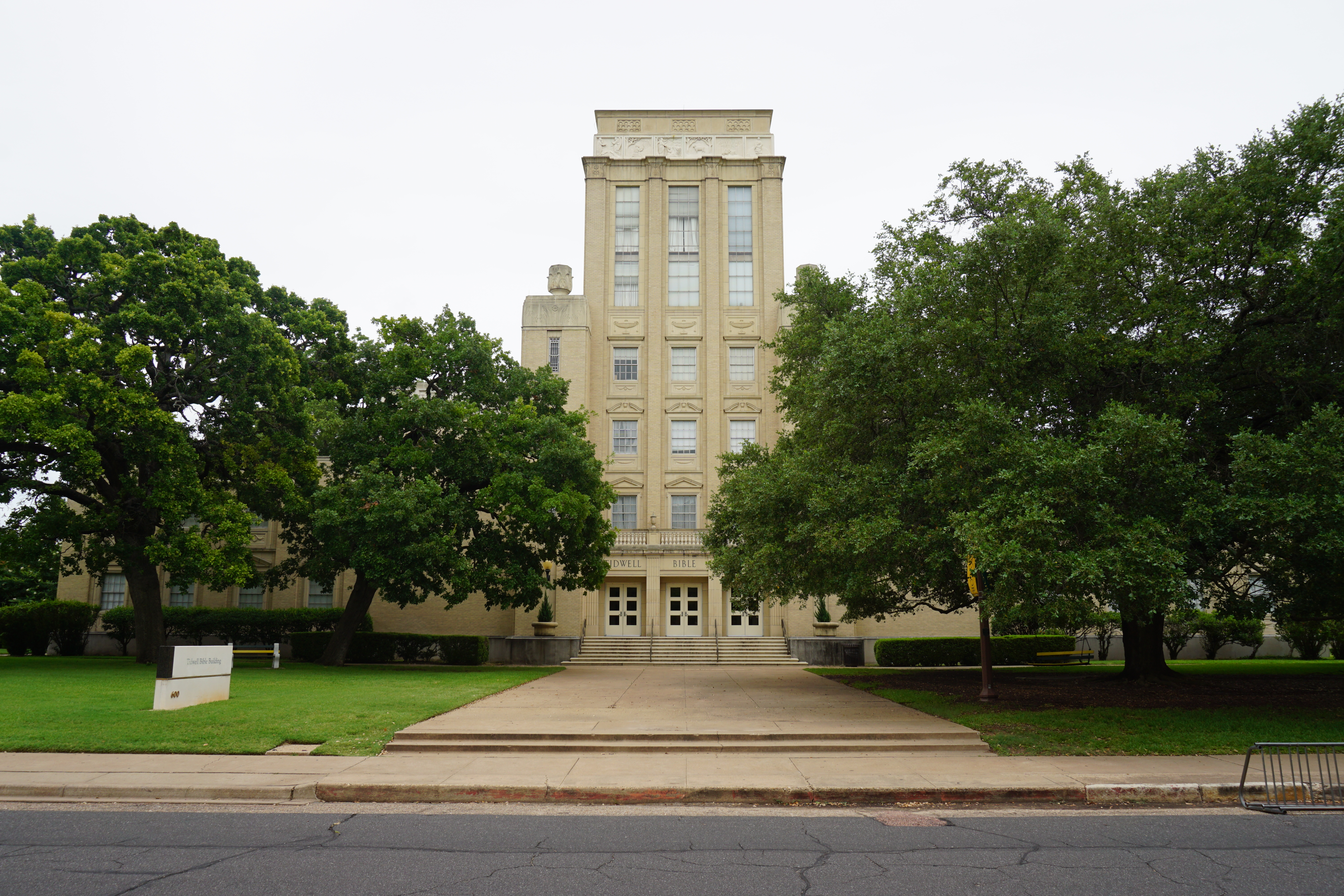
Tidwell Bible Building
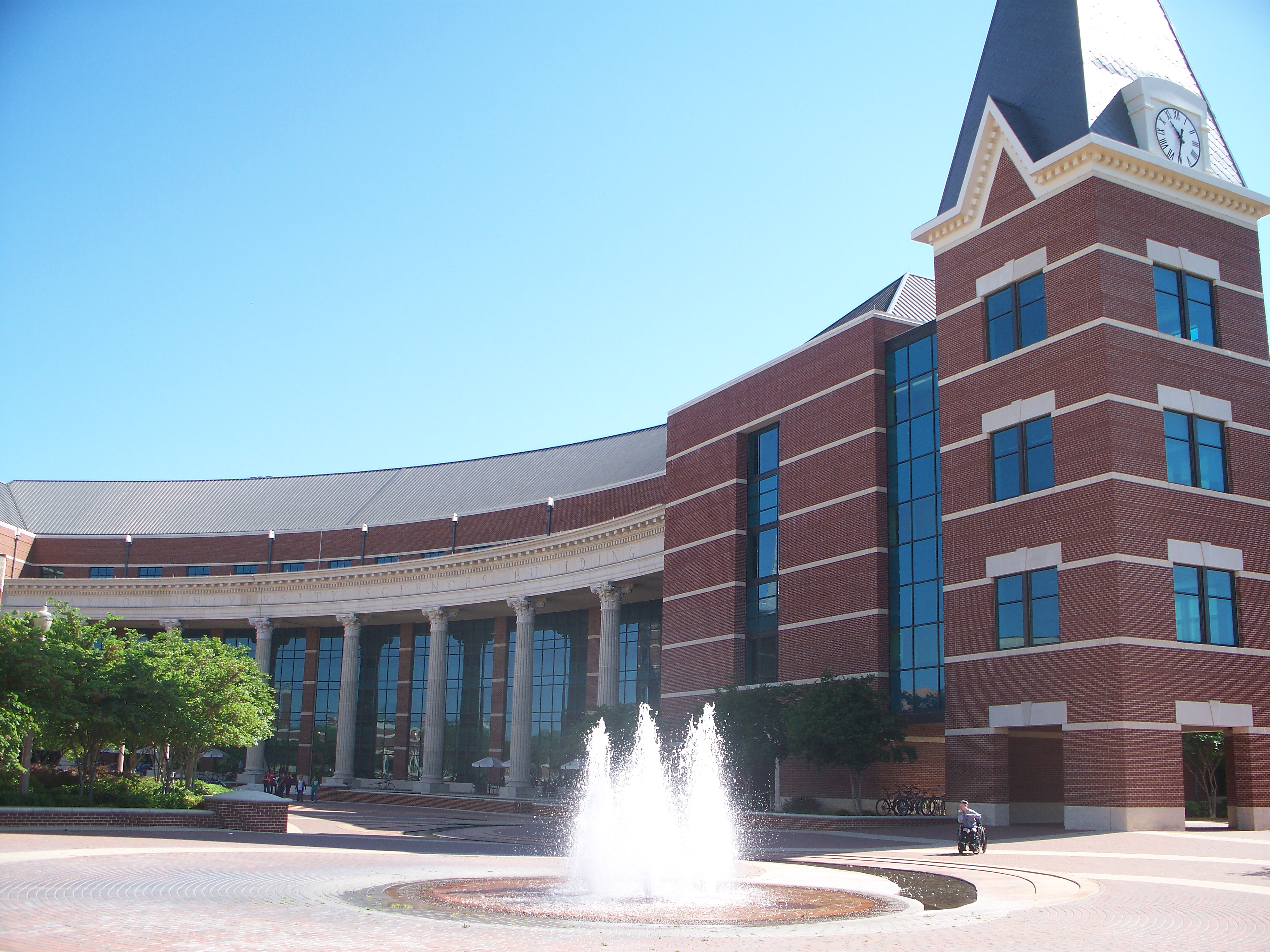
Faculté des sciences
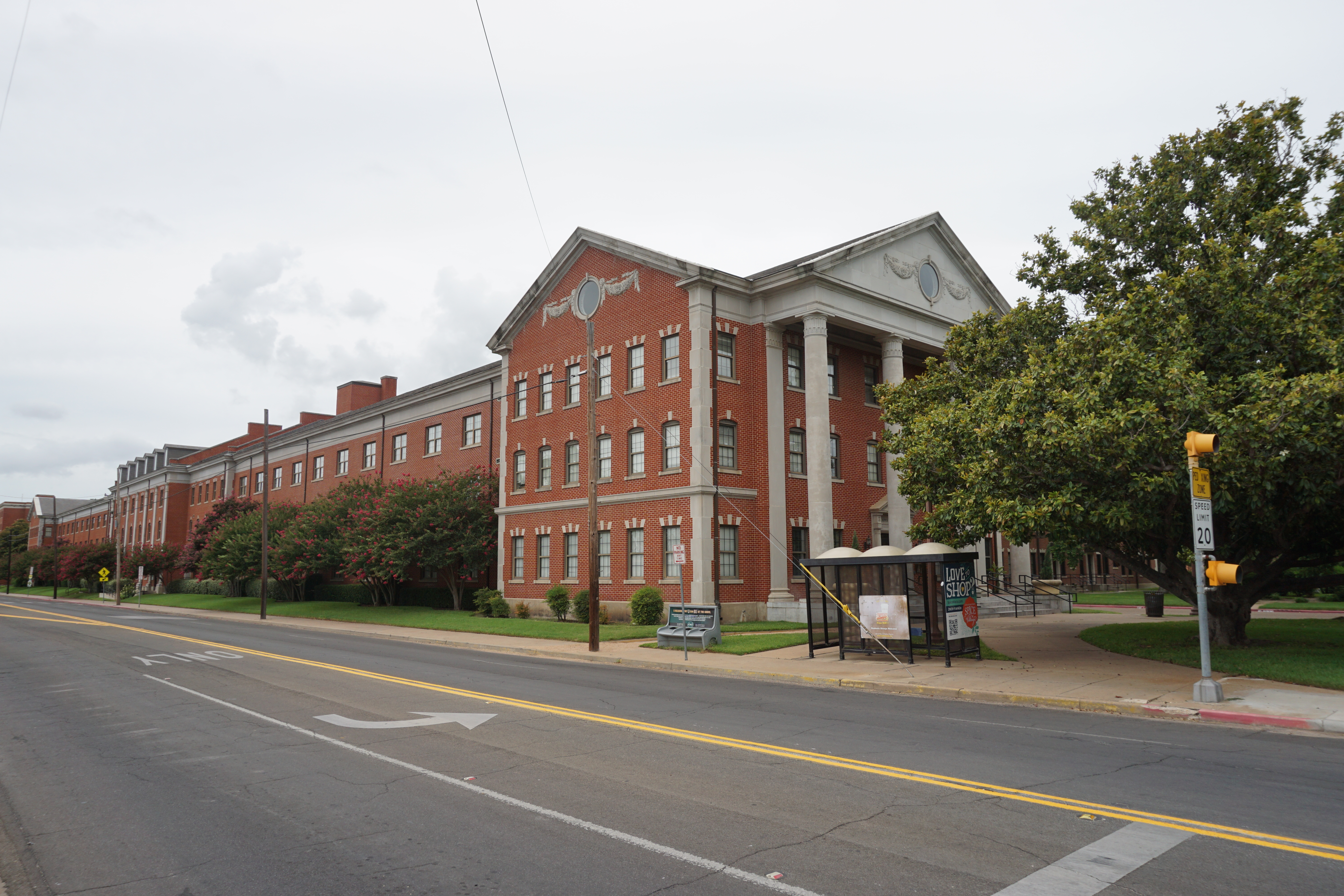
Allen Residence Hall
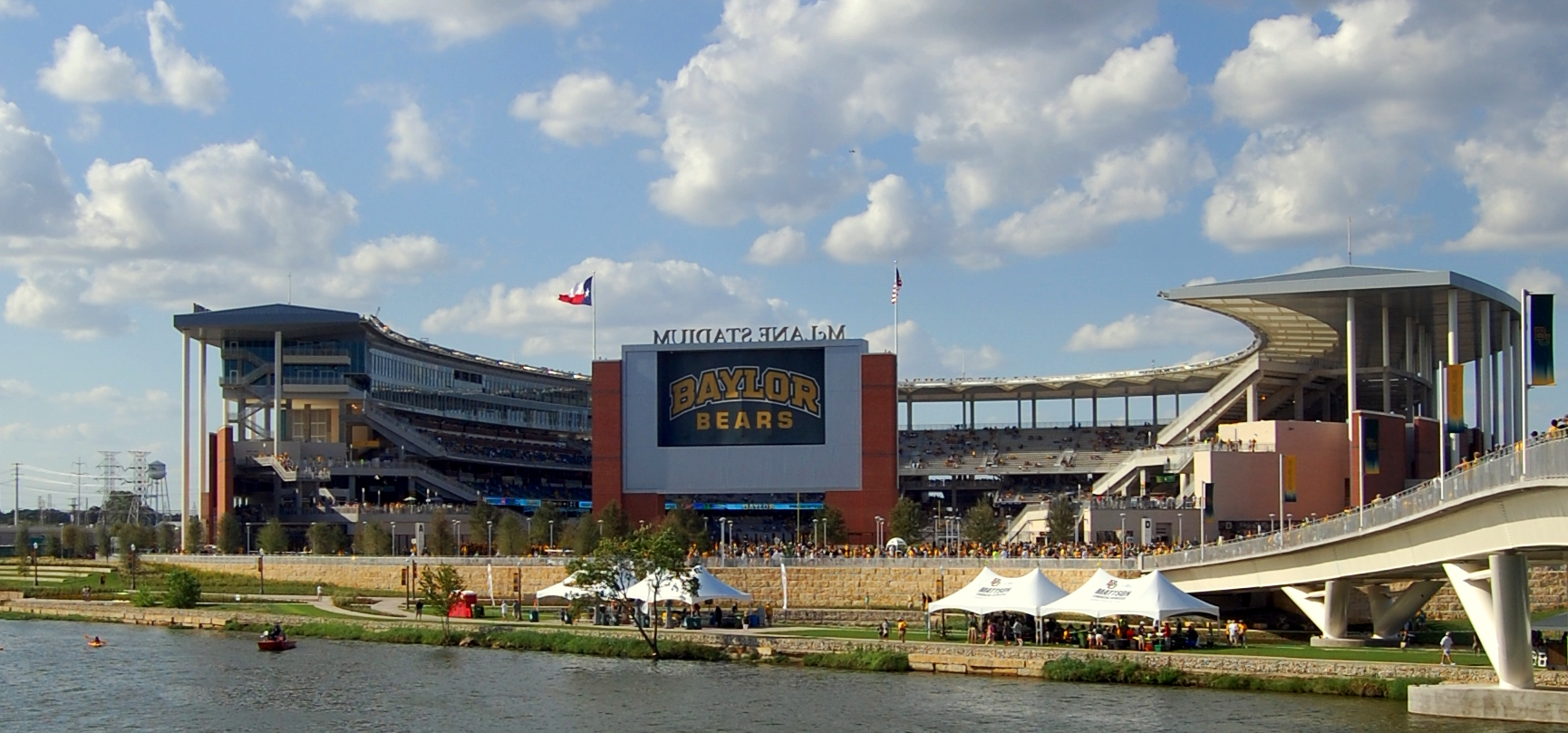
McLane Stadium